# اشرفیه صحنایا
اشرفیه صحنایا (به عربی: أشرفیة صحنایا) یک منطقهٔ مسکونی در سوریه است که در استان ریف دمشق واقع شده‌است. اشرفیه صحنایا ۳۰٬۵۱۹ نفر جمعیت دارد.